# オリンピックのザンビア選手団
オリンピックのザンビア選手団（オリンピックのザンビアせんしゅだん）は、イギリス領北ローデシアおよびザンビア共和国のオリンピック選手団。ザンビア選手団はイギリス領北ローデシア時代の1964年東京オリンピックから参加した。しかし、東京オリンピックの閉会式当日の1964年10月24日に「ザンビア共和国」として独立を宣言し、開会式には「北ローデシア選手団」として閉会式には「ザンビア選手団」として参加した経緯がある。独立後の1976年モントリオールオリンピックでは、当時人種隔離政策を行っていた南アフリカへニュージーランドラグビー代表が遠征したことに抗議し他のアフリカ諸国とともに不参加となった。冬季オリンピックへの参加はまだない。

## 概要
これまで夏季オリンピックで獲得したメダルは、1984年ロサンゼルスオリンピックボクシングの銅メダル1個、1996年アトランタオリンピック陸上競技男子400mハードルでサミュエル・マテテが獲得した銀メダル1個、2024年パリオリンピック陸上競技男子400mでムザラ・サムコンガが獲得した銅メダル1個の計3個である。

## メダル獲得数一覧

### 夏季オリンピック
| 大会名                | 金     | 銀     | 銅     | 計     |
| 1964 東京             | 0      | 0      | 0      | 0      |
| 1968 メキシコシティ   | 0      | 0      | 0      | 0      |
| 1972 ミュンヘン       | 0      | 0      | 0      | 0      |
| 1976 モントリオール   | 不参加 | 不参加 | 不参加 | 不参加 |
| 1980 モスクワ         | 0      | 0      | 0      | 0      |
| 1984 ロサンゼルス     | 0      | 0      | 1      | 1      |
| 1988 ソウル           | 0      | 0      | 0      | 0      |
| 1992 バルセロナ       | 0      | 0      | 0      | 0      |
| 1996 アトランタ       | 0      | 1      | 0      | 1      |
| 2000 シドニー         | 0      | 0      | 0      | 0      |
| 2004 アテネ           | 0      | 0      | 0      | 0      |
| 2008 北京             | 0      | 0      | 0      | 0      |
| 2012 ロンドン         | 0      | 0      | 0      | 0      |
| 2016 リオデジャネイロ | 0      | 0      | 0      | 0      |
| 2020 東京             | 0      | 0      | 0      | 0      |
| 2024 パリ             | 0      | 0      | 1      | 1      |
| 合計                  | 0      | 1      | 2      | 3      |

### 夏季オリンピック競技別
| 競技           | 金 | 銀 | 銅 | 計 |
| -------------- | -- | -- | -- | -- |
| 陸上競技       | 0  | 1  | 1  | 2  |
| ボクシング     | 0  | 0  | 1  | 1  |
| 計 (競技数: 2) | 0  | 1  | 2  | 3  |